# Колос (Якимівка)
«Колос» — радянський футбольний клуб з Якимівки. Заснований у 1962 році.

## Досягнення
- У другій лізі СРСР — 6 місце (в зональному турнірі УРСР класу «Б» — 1969 рік).
- У Кубку СРСР — 1/2 фіналу (в зональному турнірі Кубка СРСР 1967/68 років).

## Відомі тренери
- Сучков Анатолій Андрійович
- Басюк Станіслав Іванович